# Antonio Gandusio
Antonio Gandusio (29 de julio de 1875 – 23 de mayo de 1951) fue un actor teatral y cinematográfico de nacionalidad italiana.

## Biografía
Nacido en Rovinj, Imperio Austrohúngaro, actualmente parte de Croacia, Gandusio fue uno de los más famosos actores que en el teatro italiano del siglo XX eran llamados “brillante”. Motivado por su padre, abogado, inició estudios de derecho, que cumplió en Génova y, después, en Roma, donde cultivó su pasión por la interpretación que le llevó a estudiar arte dramático y, posteriormente, a actuar en algunas de las más renombradas compañías teatrales de la época.
En 1899 obtuvo contrato con Alfredo De Sanctis y, más adelante, inició largas colaboraciones con la compañía de Irma Gramatica, Flavio Andò, Evelina Paoli, Lyda Borelli, Ugo Piperno, Virgilio Talli, Maria Melato y Annibale Betrone, obteniendo la posibilidad de trabajar con actores de la talla de Tina Di Lorenzo, Sergio Tofano y Uberto Palmarini.
Sus características físicas (voz desgarbada, una leve cifosis, una cara irregular) lo hicieron adecuado para los papeles de “brillante”. Sin embargo, en 1918 fue director teatral, escenificando un repertorio basado principalmente en el género de la pochade y en la farsa. Aun así, representó también dramas de Luigi Pirandello, del cual Gandusio fue un sensible intérprete. Su actividad de director le llevó a convertirse en intérprete de la nueva dramaturgia italiana representada por las obras de Luigi Chiarelli y Luigi Pirandello. En su actividad como director tuvo la oportunidad de dirigir a actores como Paolo Stoppa, Nico Pepe y Nando Gazzolo.
Antonio Gandusio falleció en 1951 en Milán, Italia,
poco antes de hacer grabaciones de teatro televisivo para la RAI.

## Selección de su filmografía
| - La signora dell'autobus, de Nunzio Malasomma (1933) - Milizia territoriale, de Mario Bonnard (1935) - L'antenato, de Guido Brignone (1936) - L'albero di Adamo, de Mario Bonnard (1936) - Lasciate ogni speranza, de Gennaro Righelli (1937) - Eravamo sette sorelle, de Mario Mattoli (1938) - Per uomini soli, de Guido Brignone (1938) - Cose dell'altro mondo, de Nunzio Malasomma (1939) - L'eredità in corsa, de Oreste Biancoli (1939) - Frenesia, de Mario Bonnard (1939) - Eravamo sette vedove, de Mario Mattoli (1939) - Mille chilometri al minuto, de Mario Mattoli (1939) - Se non son matti non li vogliamo, de Esodo Pratelli (1941) - Manovre d'amore, de Gennaro Righelli (1941) - Le signorine della villa accanto, de Gian Paolo Rosmino (1942) - Giorno di nozze, de Raffaello Matarazzo (1942) | - Stasera niente di nuovo, de Mario Mattoli (1942) - Gente dell'aria, de Esodo Pratelli (1942) - Gioco d'azzardo, de Parsifal Bassi (1943) - La signora in nero, de Nunzio Malasomma (1943) - Il nostro prossimo, de Gherardo Gherardi, Antonio Rossi (1943) - La vispa Teresa, de Mario Mattoli (1943) - Marinai senza stelle, de Francesco De Robertis (1943) - Il viaggio del signor Perrichon, de Paolo Moffa (1943) - Scadenza trenta giorni, de Luigi Giacosi (1944) - Tre ragazze cercano marito, de Duilio Coletti (1944) - Processo alle zitelle, de Carlo Borghesio (1944) - Porte chiuse, de Carlo Borghesio, Fernando Cerchio (1945) - La signora è servita, de Nino Giannini (1945) - Lo sconosciuto di San Marino, de Michael Waszynski (1946) - L'orfanella delle stelle, de Giovanni Ranalli (1947) - La sirena del golfo, de Ignazio Ferronetti (1948) |